# Elachista tengstromi
Elachista tengstromi là một loài bướm đêm thuộc họ Elachistidae. Loài này có ở Fennoscandia to Thụy Sĩ và Áo, và from Đảo Anh to Ba Lan.
It was formerly considered to be a form of Elachista regificella.
Sải cánh dài 7-9,3 mm.
Ấu trùng ăn Luzula pilosa.